# Skrzak
O skrzak ou skrzat é um pequeno demônio voador na mitologia wendish e polonesa.